# Guy Emschwiller
Guy Emschwiller est un chimiste français né le 12 janvier 1900 à Nantes et mort le 10 juin 1986 à Paris, professeur de chimie à l'ESPCI.

## Biographie
Après un cursus au sein de la 36ème promotion de l'ESPCI, il devient en 1920 le collaborateur d'André Job au Conservatoire National des Arts et Métiers et travaille sur la photochimie. En 1925, il y devient préparateur en chimie générale puis en 1929 chef des travaux pratiques de chimie à la demande de René Dubrisay avec lequel il travaille sur l'oxydation photochimique. En 1935, il est nommé professeur de chimie analytique à l'ESPCI. Avec Jean Lecomte, il travaille sur l'étude de l'absorption infrarouge. Avec la collaboration expérimentale de Henri Huet, il travaille sur la photosynthèse in vitro des glucides. Avec Gaston Charlot, il étudie les sels ammoniacaux. Ses travaux sur l’oxydation de la diiodotyrosine menés avec la collaboration expérimentale de Stéphane Hittner sont interrompus par la guerre. 
Mobilisé en 1939, il participe à des recherches concernant un problème de protection collective contre un gaz de combat. En 1940, il est privé des droits de professer et de publier par le régime de Vichy. 
À la Libération, Paul Langevin alors restitué dans ses fonctions de directeur de l'ESPCI, lui confie le cours de chimie physique. Il est l'auteur de nombreux ouvrages scientifiques et a publié notamment un Que Sais-Je? sur la chimie physique.
Il meurt le 10 juin 1986 au sein de l'Hôtel-Dieu dans le 4e arrondissement de Paris.

## Publications
- L'action chimique de la lumière sur quelques iodures d'alcoyle, Paris, Masson , 1932.
- Applications à la chimie des théories modernes sur la structure des molécules, Paris, Hermann, 1936.
- Réactions et méthodes nouvelles d'analyse qualitative minérale, avec Gaston Charlot, Paris, Hermann, 1939.
- Progrès récents en analyse chimique, Paris, Hermann , 1947.
- Chimie physique, thermodynamique chimique, équilibres gazeux, Paris, PUF, 1951.
- Chimie physique, équilibres en solutions, phénomènes de surface, Paris, PUF, 1951.
- Chimie physique, cinétique chimique, structure des molécules, Paris, PUF, 1951.
- La réactivité chimique, Palais de la Découverte, 1953.
- Chimie et thermodynamique, Paris, Armand Colin, 1962.
- La chimie physique, Que Sais-Je?, Paris, PUF, 1965.